# Kanon mommseniański
Kanon mommseniański – lista ksiąg  Starego i  Nowego Testamentu utworzona w IV wieku. 
Katalog powstał prawdopodobnie w Afryce Północnej ok. 360 roku. Ewangelie postępują w kolejności:  Mateusz,  Marek,  Jan, Łukasz. Po czterech Ewangeliach następują: trzynaście  Listów Pawła, Dzieje Apostolskie, Apokalipsa, trzy Listy Jana, dwa Listy Piotra. Listy Jana i Listy Piotra następują po Apokalipsie. Nie uznaje  Listu do Hebrajczyków,  Listu Jakuba i  Listu Judy. 
Kanon uznaje w Starym Testamencie 24 ksiąg i zestawia je z 24 prezbiterami  Apokalipsy. Wylicza cztery księgi wtórokanoniczne (Księga Tobiasza, Judyty, 1-2 Machabejskie). 
Kanon mommseniański odkryty został przez Theodora Mommsena w prywatnej bibliotece w Cheltenham, który opublikował go w roku 1886. 